# TuS Bad Gleichenberg
Die Turn- und Sportunion Bad Gleichenberg ist ein Fußballverein aus Bad Gleichenberg in der Steiermark. Der Verein spielte zwischen 2017 und 2024 in der dritthöchsten Leistungsstufe, der Regionalliga Mitte. Seit 2024 ist der Verein nur noch im Jugendbereich aktiv.

## Geschichte
Die TuS Bad Gleichenberg wurde 1933 als FC Bad Gleichenberg gegründet. 1946 trat der FC dem Steirischen Fußballverband bei und 1952 der Sportunion und benannte sich in TuS Bad Gleichenberg um.
Nachdem man lange Zeit unterklassig gespielt hatte, konnte man 2001 aus der 1. Klasse in die Gebietsliga aufsteigen und 2003 in die Unterliga. 2005 folgte schließlich der Aufstieg in die fünftklassige Oberliga.
Nach mehreren Platzierungen im Mittelfeld der Liga konnte man 2015 mit vier Punkten Vorsprung auf Verfolger TSV Pöllau in die Landesliga aufsteigen. Nachdem man die Debütsaison noch auf Platz 7 beendet hatte, wurde man 2017 vor dem ASK Voitsberg Meister und konnte den Aufstieg in die drittklassige Regionalliga fixieren. In der Regionalliga hielt sich Bad Gleichenberg sieben Jahre lang, in der Saison 2018/19 erreichte man mit dem dritten Rang die beste Platzierung der Klubgeschichte. In der Saison 2023/24 stieg man als 14. aus der Regionalliga ab. Bereits zuvor hatte man aber die Entscheidung verkündet, ab der Saison 2024/25 nur noch mit Jugendteams antreten zu wollen.